# Justiniano I
Flavio Pedro Sabacio Justiniano (en griego bizantino, Φλάβιος Πέτρος Σαββάτιος Ἰουστινιανός; en griego moderno, Φλάβιος Πέτρος Σαββάτιος Ιουστινιανός; en latín, Flavius Petrus Sabbatius Iustinianus, Tauresium, 482-Constantinopla, 14 de noviembre de 565), más conocido como Justiniano I el Grande, fue emperador del Imperio romano de Oriente desde el 1 de agosto de 527 hasta su muerte. Durante su reinado buscó revivir la antigua grandeza del Imperio romano clásico, reconquistando gran parte de los territorios perdidos del Imperio romano de Occidente (por ejemplo, el sur de la península ibérica).
Considerado una de las personalidades más importantes de la antigüedad tardía y el último emperador que usaba latín como lengua materna, el gobierno de Justiniano marca un hito en la historia del Imperio romano de Oriente. El impacto de su administración se extendió más allá de las fronteras de su tiempo y de sus dominios. Su reinado está marcado por el ambicioso, aunque parcial, recuperatio Imperii, o "restauración del imperio".
Debido a sus políticas de restauración del imperio, Justiniano en ocasiones ha recibido el apelativo de "último de los romanos" por la historiografía moderna. Esta ambición se plasmó en la recuperación de parte de los territorios del antiguo Imperio romano de Occidente. Su general Belisario consiguió una rápida conquista del reino de los vándalos del norte de África, y más tarde el propio Belisario, junto con Narsés y otros generales, conquistaron el Reino ostrogodo de Italia, restaurando tras más de medio siglo de control bárbaro los territorios de Dalmacia, Sicilia y la península itálica, incluyendo la ciudad de Roma, en el territorio del imperio.
Por su parte, el prefecto del pretorio Liberio reclamó gran parte del sur de la península ibérica, estableciendo la provincia de Spania. Estas campañas restablecieron el control del imperio sobre el occidente mediterráneo, incrementando los ingresos anuales en más de un millón de sólidos al año. Durante su reinado, Justiniano también conquistó a los Tzani, un pueblo de la costa este del Mar Negro que nunca antes habían estado bajo control romano.
Otro de sus más impresionantes legados fue la compilación uniforme del derecho romano en la obra del Corpus Iuris Civilis, que todavía es la base del derecho civil de muchos estados modernos. Esta obra fue realizada en su mayor parte por el quaestor sacri palatii Triboniano. Su reinado también marcó un punto álgido en la cultura bizantina, y su programa de construcción dio como frutos obras de arte tales como la iglesia de Santa Sofía, que sería el centro de la Iglesia ortodoxa durante muchos siglos. Sin embargo, una epidemia devastadora conocida como la Plaga de Justiniano a comienzos de la década de 540 marcó el final de una época de esplendor. Se cree que fue un brote de peste negra, aunque no se sabe a ciencia cierta. El imperio entraría en un periodo de pérdida de territorio que no sería revertido hasta el siglo IX.
El cronista Procopio de Cesarea constituye la principal fuente primaria de la historia del reinado de Justiniano. El cronista en idioma siríaco, Juan de Éfeso, escribió también una crónica sobre la época que no ha perdurado, pero que es utilizada como fuente por cronistas posteriores, y que añade muchos detalles de valor histórico. Ambos historiadores terminaron mostrando mucho rencor contra Justiniano y contra su emperatriz, Teodora. Otras fuentes incluyen las historias de Agatías, Menandro Protector, Juan Malalas, el Chronicon Paschale, y las crónicas del Conde Marcelino y de Víctor de Tunnuna.
La Iglesia ortodoxa lo venera como santo el día 14 de noviembre, y también es venerado por algunos grupos luteranos en la misma fecha.

## Biografía

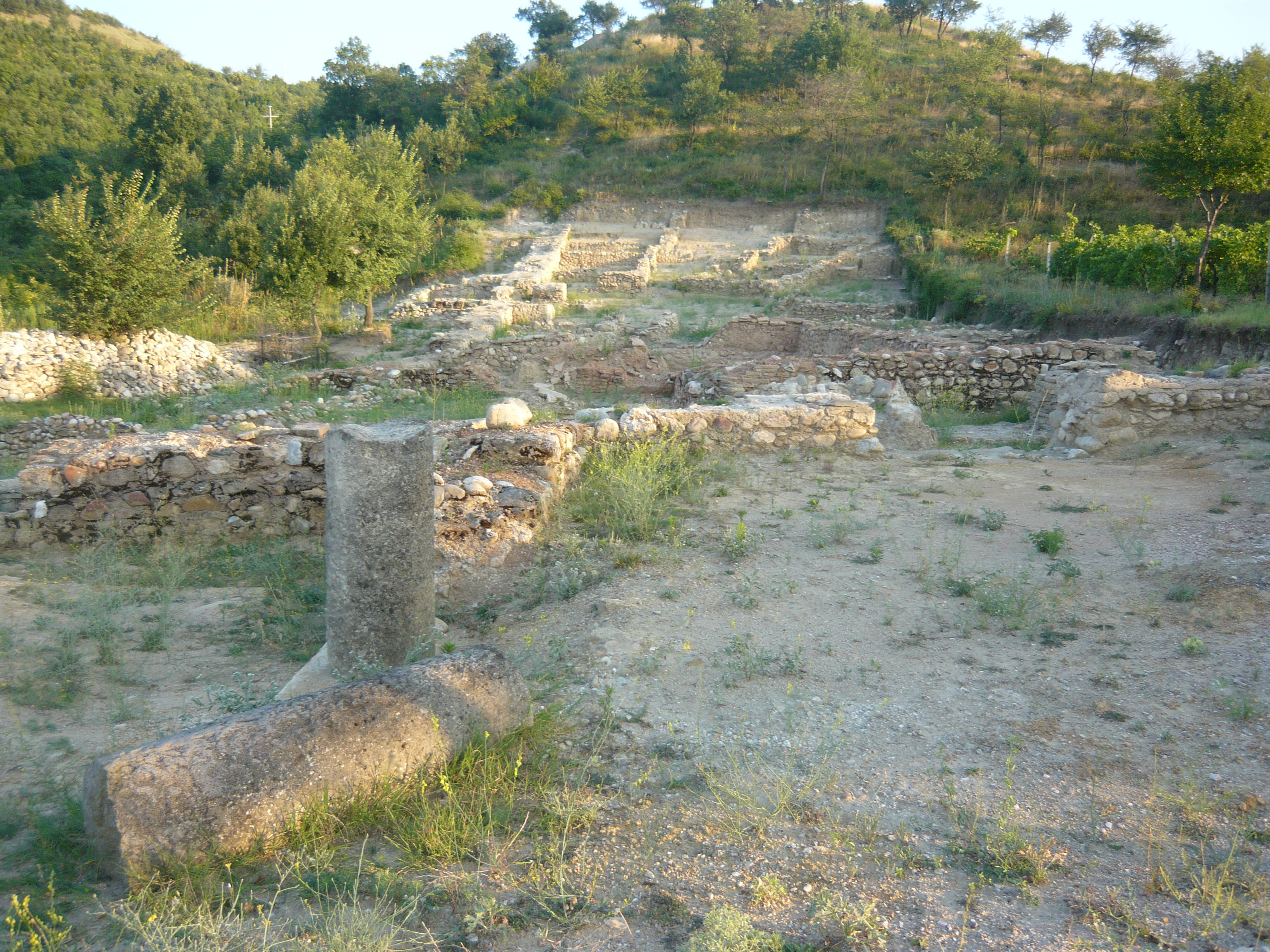
Antigua ciudad de Tauresio, ciudad de nacimiento de Justiniano I, en la actual Macedonia del Norte.

Justiniano nació en una pequeña aldea dacia llamada Tauresio junto a las ruinas de Sárdica (la moderna Sofía en Bulgaria), alrededor del año 482. Su familia, de origen humilde y de lengua latina, se cree que pudo ser de orígenes tracios o ilíricos.
El cognomen iustinianus (Justiniano) lo tomó tras ser adoptado por su tío Justino. Durante su reinado fundó Justiniana Prima una ciudad cercana a su lugar de nacimiento y que actualmente se encuentra en el sudeste de Serbia.
Su madre, Vigilantia, era la hermana de Justino. Justino formó parte de la guardia imperial (los Excubitores) antes de ser nombrado emperador en el año 518, adoptó a Justiniano y lo llevó con él a Constantinopla, asegurando que recibiese una buena educación. Justiniano siguió así el currículo educativo habitual, centrándose en la jurisprudencia, teología e historia. Justiniano sirvió durante algún tiempo con los Excubitores, pero los detalles de esta época temprana se desconocen. El cronista Juan Malalas, contemporáneo de Justiniano, describe su apariencia indicando que era de baja estatura, de pelo rizado, cara redondeada y atractivo. Otro cronista contemporáneo, Procopio, compara su apariencia con la del emperador tiránico Domiciano, aunque en este caso es probable que se trate de una calumnia.
Avanzó en su carrera militar con gran rapidez, y se abría ante él un gran futuro cuando en 518 el emperador Anastasio I falleció. Justino fue proclamado nuevo emperador, con una significativa ayuda de Justiniano. Durante el reinado de Justino (518-527), Justiniano fue el confidente más cercano al emperador. Justiniano mostró mucha ambición, y se cree que funcionó como virtual regente mucho antes de que Justino lo nombrara coemperador el 1 de abril de 527, aunque no existen evidencias que constaten a ciencia cierta esta opinión. Cuando Justino comenzó a mostrar síntomas de senilidad a finales de su reinado, Justiniano se convirtió en el gobernante de facto. Justiniano fue nombrado cónsul en 521, y más tarde comandante en jefe del ejército de oriente. A la muerte de Justino I, el 1 de agosto de 527, Justiniano se convertiría en el único soberano del imperio.
Como gobernante, Justiniano demostró gran energía. Era conocido como «el emperador que nunca duerme», debido a sus hábitos de trabajo. En cualquier caso, parece que era una persona amigable y cercana. La familia de Justiniano procedía de un entorno provincial y no muy elevado, y por ese motivo no basaba su poder en la aristocracia tradicional de Constantinopla. En su lugar, Justiniano se rodeó de personas de extraordinario talento, a los que elegía no tanto por su origen aristocrático sino por méritos propios.
Alrededor del año 525 contrajo matrimonio con su amante, la emperatriz Teodora, una exactriz y cortesana veinte años más joven que él. Justiniano no habría podido casarse con ella debido a la diferencia de clases, pero su tío Justino I promulgó una ley permitiendo el matrimonio entre distintas clases sociales. Teodora se volvería una figura muy influyente en la política imperial, y emperadores posteriores seguirían el precedente creado por Justiniano para casarse con mujeres no pertenecientes a la aristocracia. El matrimonio causó gran escándalo, pero Teodora demostró ser una persona muy inteligente, prudente y buena juzgando a las personas, convirtiéndose en el principal apoyo de su marido. Otros individuos de gran talento al servicio de Justiniano fueron Triboniano, su asesor legal, Pedro el Patricio, diplomático y cabeza de la burocracia de palacio, sus ministros de finanzas Juan de Capadocia y Pedro Barsime, que lograron recaudar impuestos con gran eficiencia, financiando los proyectos y guerras de Justiniano, y finalmente grandes generales como Belisario o Narsés.
Desde su coronación como emperador, Justiniano se alejó de los elementos tradicionalistas de Constantinopla, adoptando un estilo autocrático de gobierno. Para cimentar mejor su poder en solitario, las antiguas ceremonias romanas fueron eliminadas. La institución del consulado, de la que había disfrutado él mismo unos años antes con orgullo, fue abolida en 541. El gobierno de Justiniano no estuvo exento de oposición. A comienzos de su reinado estuvo a punto de perder el trono por culpa de los disturbios de Niká, y se descubrió una conspiración contra su vida instigada por hombres de negocio insatisfechos con su gobierno avanzado y su reinado, en el año 562.
La segunda mitad de su reinado se vio ensombrecida por la epidemia de peste que se hizo virulenta a partir del año 542. El propio Justiniano cayó enfermo a comienzos de esa década, pero se recuperó. Teodora murió en 548, puede que de cáncer, a una edad relativamente joven y Justiniano la sobrevivió casi veinte años. Justiniano, que siempre había mostrado gran interés por las discusiones teológicas y que había participado activamente en debates sobre la doctrina cristiana, se hizo todavía más devoto durante los últimos años de su vida. Murió el 14 de noviembre de 565 sin descendencia. Lo sucedió en el trono Justino II, hijo de su hermana Vigilantia y casado con Sofía, la sobrina de la emperatriz Teodora. El cuerpo de Justiniano fue enterrado en un mausoleo en la Iglesia de los Santos Apóstoles.
Su reinado tendría un gran impacto en la historia mundial, dando lugar a una nueva era en la historia del Imperio bizantino y de la Iglesia. Fue el último emperador que intentó recuperar los territorios que poseyó el Imperio romano en tiempos de Teodosio I, y con este fin puso en marcha grandes campañas militares. También desarrolló una colosal actividad constructiva, emulando la de los grandes emperadores romanos del pasado.

### Disturbios de Niká
Las políticas y las elecciones de Justiniano, y en especial su opción de utilizar consejeros eficientes aunque impopulares, por poco le cuestan el trono a comienzos de su reinado. En enero de 532, las facciones de las carreras de carros en Constantinopla, que normalmente se encontraban divididas y enfrentadas entre ellas, se unieron en una revuelta contra Justiniano que recibió el nombre de los disturbios de Niká, por el grito de guerra que utilizaban los rebeldes (niká, que significa ‘victoria’). Obligaron a Justiniano a despedir a Triboniano y a otros dos de sus ministros, y luego intentaron derrocar al propio Justiniano para reemplazarlo por el senador Hipacio, sobrino del anterior emperador Anastasio I. Mientras que las multitudes provocaban revueltas en las calles, Justiniano llegó incluso a valorar la posibilidad de escapar de la ciudad, pero permaneció en ella alentado por las palabras de su esposa Teodora que, según Procopio, alegaba preferir la muerte a perder la dignidad imperial. A lo largo de los siguientes dos días, ordenó una brutal supresión de las revueltas por sus generales Belisario y Mundus. Procopio relata que en el hipódromo murieron 30 000 ciudadanos desarmados. Ante la insistencia de Teodora, y aparentemente contra su criterio inicial, los sobrinos de Anastasio también fueron ejecutados.
La destrucción que se propagó por la ciudad de Constantinopla durante las revueltas fue muy elevada. Sin embargo, le permitió a Justiniano la oportunidad de crear un conjunto de espléndidos nuevos edificios, y en especial la admirada iglesia de Santa Sofía.

## Actividad militar y campañas de Belisario

Mapa del Imperio romano de Oriente en 550 d. C. En verde las conquistas durante el reinado de Justiniano I.

Uno de los logros más espectaculares del reinado de Justiniano fue la recuperación de grandes territorios del Mediterráneo occidental, que habían ido desapareciendo del control imperial a lo largo del siglo V. Como emperador cristiano romano, Justiniano consideraba que era su deber divino restaurar el Imperio romano a sus antiguas fronteras. Aunque nunca participaría personalmente en las campañas militares, presumió de sus victorias en los prefacios de sus leyes e hizo que fueran conmemoradas en las obras artísticas de su reinado. Las reconquistas fueron llevadas a cabo principalmente por su general Belisario.
La ideología de la Recuperatio Imperii es una formulación que responde a los sentimientos extendidos entre amplias capas de la población de la Pars Occidentalis (sobre todo entre el elemento senatorial urbano y sectores vinculados con la administración) y en parte del gobierno del Imperio de Oriente, que intelectualmente jugaba con la continuidad imperial en Occidente; de hecho, el sentimiento de romanitas se encuentra —en el siglo VI— ampliamente extendido por todo el Imperio y es correspondido por la ideología oficial del gobierno imperial —según la cual este no se hundió en Occidente sino que los bárbaros gobiernan allí en nombre del emperador de Oriente— y por parte de la intelligentsia de Constantinopla (por ejemplo, es el caso del escritor Juan Lido, contemporáneo de Justiniano). Estos sentimientos son aprovechados por la administración justiniana para realizar, precisamente, una política en consonancia con ellos (fuese sincera o interesada). Justiniano era el rey de todo y veía como su deber restaurar el imperio romano a sus antiguas fronteras.

### Guerra contra el Imperio sasánida (527-532)
Justiniano heredó de su tío una serie de hostilidades en curso entre el Imperio bizantino y el Imperio sasánida. En 530, el imperio bizantino logró derrotar a un ejército persa en la batalla de Dara, aunque al año siguiente las fuerzas romanas comandadas por Belisario fueron derrotadas en la batalla de Calinico. A la muerte del rey Kavad I, en septiembre de 531, Justiniano concluyó un tratado de paz de duración indefinida conocido como la Paz Eterna con su sucesor, Cosroes I (532),que finalmente sería roto por el rey persa en la primavera del año 540. Este tratado serviría para asegurar la frontera oriental, permitiendo a Justiniano dirigir su atención hacia el oeste, en donde los pueblos germánicos de religión arriana se habían asentado en los territorios del antiguo Imperio romano de Occidente.

### Campañas contra el reino vándalo (533-534)

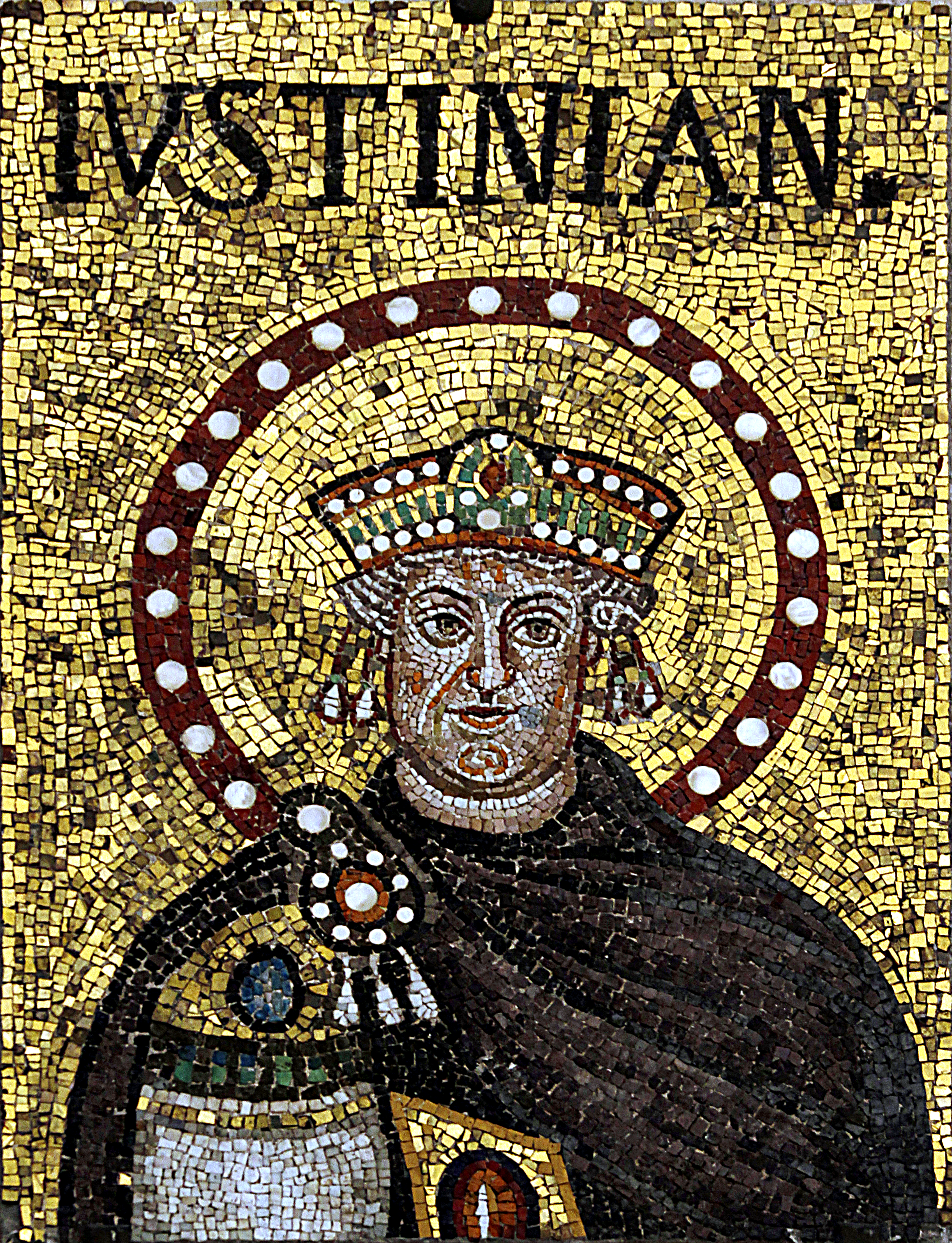
Imagen de Justiniano en edad avanzada; mosaico en la basílica de San Apolinar Nuovo, en Rávena (posible retrato modificado de Teodorico el Grande.

En mayo de 530, el monarca probizantino Hilderico fue depuesto por su primo Gelimer aduciendo que su falta de personalidad habían llevado a los vándalos a ser derrotados por las tribus moras. Las protestas de Justiniano para que Hilderico pudiera regresar a Constantinopla no fueron escuchadas, por lo que preparó con cuidado una campaña que debía combinar eficacia militar y sobriedad de costes. Juan de Capadocia, responsable de las finanzas del Imperio y opuesto a la guerra, accedió al final a llevar los gastos de la campaña de una forma rígida. Belisario, el general más brillante de Oriente fue el encargado de llevar las armas.
La decisión de atacar el reino vándalo coincidió con la aparición en este de una serie de debilidades. La simbiosis entre invasores e invadidos no llegó nunca a consolidarse, lo cual generó hostilidades con los últimos. El miedo a revueltas internas había conducido a la desfortificación de los núcleos urbanos por miedo a que acogieran revueltas. A su vez un general godo que regía Cerdeña en nombre del monarca de Cartago, pretendió con ayuda militar oriental gobernar de forma independiente, pero fue detenido por Gelimer, antes de que dicha ayuda llegara.
La flota oriental, compuesta por 92 dromones que escoltaban 500 transportes, abandonó los puertos de Constantinopla a mediados de junio de 533 y, vía Sicilia alcanzó las costas africanas al cabo de tres meses, desembarcando en la ciudad de Caput Vada, en la actual Túnez, con un ejército de unos 15 000 hombres, más un número indeterminado de tropas auxiliares bárbaras. Belisario encontró escasa resistencia, y venció a los vándalos, que habían sido tomados completamente por sorpresa, en la batalla de Ad Decimum, el 14 de septiembre de 533. Más tarde volvería a derrotarles en la batalla de Tricamerón, en diciembre, tras la cual Belisario tomó la ciudad de Cartago. Gelimer, temeroso de que entronizaran al depuesto rey, había ejecutado a Hilderico antes de la caída de Cartago y huyó a los rebordes montañosos en el monte Pappua, en Numidia. Finalmente optó por entregarse a finales de marzo de 534. Belisario lo condujo hasta Constantinopla, donde el general fue recibido con grandes honores y hasta con la celebración de un triunfo romano, ceremonia que durante siglos había estado reservada al emperador. La provincia fue anexionada al Imperio. Las islas de Cerdeña, Córcega, las islas Baleares, y la fortaleza de Ceuta, cerca del estrecho de Gibraltar, también pasaron al control bizantino en la misma campaña.
Se creó una prefectura africana, centrada en Cartago, en abril del año 534, aunque se encontraría cerca del colapso durante los siguientes 15 años, envuelta en guerras contra los bereberes y motines militares. El área no sería pacificada completamente hasta el año 548, aunque permanecería pacificada a partir de ese momento durante mucho tiempo, llegando a disfrutar de cierta prosperidad. La recuperación de la provincia de África costó al imperio alrededor de 100 000 libras de oro.

### Campañas contra el reino ostrogodo, primera fase (535-540)
Al igual que ocurrió en África, los problemas dinásticos en el reino ostrogodo de Italia supusieron una oportunidad para la intervención militar del imperio bizantino. A la muerte de Teodorico el Grande el control de la política ostrogoda cayó en manos de su hija Amalasunta, la cual ejerció el poder en nombre del rey niño Atalarico, hasta que este falleció el 2 de octubre de 534. La regencia se caracterizó por un viraje político hacia Oriente, generando una fuerte oposición interna. La pronta desaparición de su hijo forzó a la regente a la búsqueda de un monarca formal, tras el que seguir moviendo los hilos del gobierno. El elegido fue Teodato, con el que contrajo matrimonio a fines de 534. Sin embargo, Teodato hizo prisionera a la reina, encerrándola en una residencia en la isla Martana, en el lago Bolsena, en donde la hizo asesinar en 535, posiblemente a instigación de Teodora que buscaba un casus belli para la intervención de Justiniano.
Ese mismo año Justiniano daría dos golpes de mano que le permitieron tomar Sicilia, al mando de Belisario y Dalmacia, por Ilírico Mundo. Teodato recurrió a una embajada papal, pero se envió una embajada Imperial paralela al propio monarca ostrogodo para establecer un acuerdo secreto de cesión de Italia al imperio. Los diversos contratiempos que atravesaba el Imperio en ese momento, como la revuelta de África y la recuperación de territorios por germanos en Dalmacia indujeron a Teodato a romper el compromiso y a hacer frente a los ejércitos de Justiniano. Justiniano reorganizó la jerarquía militar para poder poner al frente de las campañas italianas a Belisario ya que Mundo había fallecido en la ofensiva de Dalmacia. En su lugar se puso a Constantiniano, que recuperó la ofensiva en Dalmacia, reocupando Salona y expulsando a los ostrogodos de la región.
Belisario invadió Sicilia ese mismo año al mando de 7500 hombres y avanzó dentro de Italia, saqueando Nápoles y capturando la ciudad de Roma el 9 de diciembre de 536. Para entonces, Teodato había sido depuesto por su ejército, que eligió al rey Vitiges, comandante de su guardia personal, en su lugar. Este reunió un gran ejército y asedió Roma entre febrero de 537 y marzo de 538, pero fue incapaz de volver a tomar la ciudad.
Justiniano envió a otro general a Italia, Narsés, pero las tensiones entre Narsés y Belisario dañaron el progreso de la campaña. Milán fue tomada, pero pronto fue recapturada y arrasada por los ostrogodos. Justiniano hizo volver a Narsés en 539, y para entonces la situación militar se había vuelto de nuevo en favor de los bizantinos, y en 540 Belisario alcanzó la capital ostrogoda de Rávena. Ahí recibió el ofrecimiento de los ostrogodos de ser proclamado emperador romano de occidente al mismo tiempo que llegaban al lugar enviados de Justiniano para negociar una paz que situaría la región al norte del río Po en control de los godos. Belisario fingió aceptar la oferta y entró en la ciudad en mayo de 540, para reclamarla en ese momento para el imperio. Entonces fue llamado de vuelta a Constantinopla, en donde acudió con Vitiges y su mujer Matasunta como cautivos.

### Guerra con el Imperio sasánida (540-562)

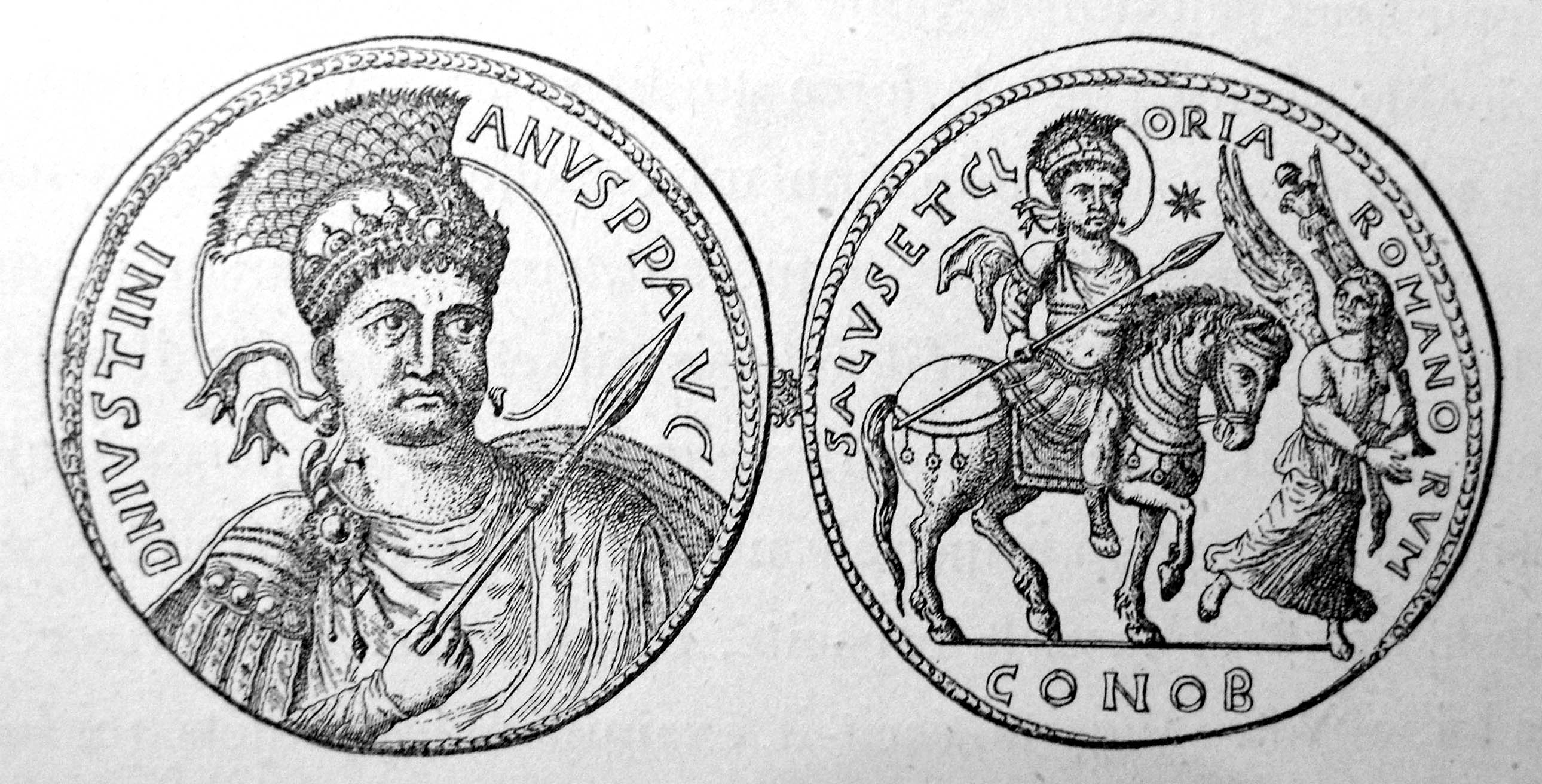
Dibujo de un medallón en el que se celebra la reconquista de África, c. 535.

Belisario había sido llamado de vuelta a Constantinopla a la vista de una vuelta a las hostilidades con el Imperio sasánida. Tras una revuelta contra el imperio en Armenia a finales de la década de 530, y posiblemente motivada por las súplicas de los embajadores ostrogodos, el rey Cosroes I rompió la "Paz Eterna" e invadió el territorio romano en la primavera de 540. Primero saqueó Alepo y luego Antioquía (en donde permitió a la guarnición de 6000 hombres abandonar la ciudad), asedió Daras, y después se dirigió a atacar al pequeño, pero estratégicamente significativo reino de Lázica, cerca del mar Negro, obteniendo tributos de las ciudades que iba dejando atrás. Obligó a Justiniano a pagar 5000 libras de oro, más 500 libras anuales adicionales.
Belisario llegó a Oriente en 541, pero, tras algunos éxitos, fue llamado de nuevo a Constantinopla en 542. Los motivos de su llamada se desconocen, aunque pudo haberse debido a que a la Corte imperial llegaron rumores de deslealtad por su parte. El brote de una grave plaga causó una decaída de las hostilidades en 543. Al año siguiente Costroes derrotó a un ejército bizantino de 30 000 hombres, pero no tuvo éxito en el asedio de la ciudad de Edessa. Ninguna de las partes logró avances, y en 545 se acordó una tregua para la parte sur de la frontera romano-persa. La guerra en Lázica continuó en el norte durante varios años, hasta que se acordó una segunda tregua en 557, que continuaría con el acuerdo de paz de cincuenta años de 562. En el tratado, los persas accedieron a abandonar Lázica a cambio de que el Imperio bizantino abonara un tributo anual de 400 o 500 libras de oro (30 000 solidi).

### Campañas contra el reino ostrogodo, segunda fase (541-554)
La situación en Italia empeoró mientras el esfuerzo bélico se centraba en Oriente. Los ostrogodos, dirigidos por los reyes Hildibaldo y Erarico (ambos asesinados en 541) y, especialmente, por Totila, consiguieron rápidos avances. Tras su victoria en la batalla de Faventia en 542, reconquistaron las principales ciudades del sur de Italia, y pronto dominaron la mayor parte de la península. Belisario fue enviado de vuelta a Italia a finales de 544, pero carecía de tropas suficientes para dar la vuelta a la situación. Al no lograr avances, se le privó del mando en 548, aunque antes venció en una batalla naval que libró contra doscientas naves godas. Durante este periodo, la ciudad de Roma cambió de manos en tres ocasiones más: primero fue ocupada y despoblada por los godos en diciembre de 546, después reconquistada por los bizantinos en 547, y tomada finalmente por los godos en enero de 550. Totila también saqueó Sicilia y atacó la costa griega.
Finalmente, Justiniano envió un ejército de treinta y cinco mil hombres aproximadamente (dos mil de los cuales fueron despachados a invadir el sur de la península ibérica en manos de los visigodos) bajo el mando de Narsés. El ejército llegó a Rávena en junio de 552 y derrotó a los ostrogodos decisivamente en la batalla de Mons Lactarius, en octubre de ese año, acabando con la resistencia goda. En 554 fue desbaratada una gran invasión de los francos en la batalla de Casilino, que aseguró el control de Italia, aunque a Narsés le llevaría varios años someter los restantes núcleos de resistencia góticos. Al final de la guerra, Italia quedó protegida por un ejército de dieciséis mil hombres; la conquista había tenido un coste económico aproximado de unas trescientas mil libras de oro. El precio de la conquista del reino ostrogodo quizá podría considerarse excesivo. Hubo continuas campañas de desgaste, cuya víctima principal fue la población itálica, que sufrió la destrucción de su tejido social, productivo y político y fue azotada por la peste. Los veinte años de lucha aceleraron dramáticamente la transición al mundo medieval. Roma perdió su entidad urbana y dejó de ser la ciudad por antonomasia del mundo mediterráneo.
La Pragmática Sanción de 554, mediante la cual Italia fue reintegrada al Imperio romano, ratificaba la situación de facto al otorgar a los obispos el control de diversos aspectos de la vida civil (como la actividad de los jueces civiles) y la administración de las ciudades, poniéndolos a cargo del aprovisionamiento, la annona y las obras públicas, al tiempo que quedaban exentos de la autoridad de los funcionarios imperiales.

### Campañas contra el reino visigodo (552)

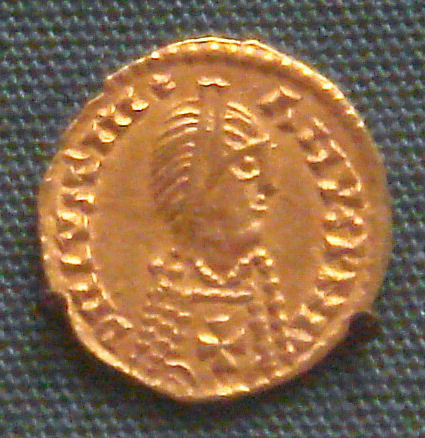
Tremís visigótico acuñado en nombre del emperador Justiniano I en el. Museo Británico.

Adicionalmente a las otras conquistas efectuadas, el imperio logró establecer su presencia en una parte de la Hispania visigoda. Cuando el usurpador Atanagildo solicitó ayuda en su guerra civil contra el rey Agila I, Justiniano hizo llegar una fuerza de 2000 hombres que, según el historiador Jordanes, eran comandadas por el prefecto del pretorio Liberio. Los bizantinos tomaron Cartagena y otras ciudades de la costa sudeste, fundando la nueva provincia de Spania que finalmente acordarían con Atanagildo, una vez convertido en rey, habiendo sido decisiva la colaboración oriental para decantar la guerra civil en el reino peninsular hispano a favor de aquel candidato frente a Agila. Pero la compensación territorial nunca fue plataforma para la conquista de la antigua Hispania, de hecho, las zonas concedidas en 552 comenzaron a menguar en las décadas siguientes, especialmente durante el reino de Leovigildo, hasta su evaporación en el 624, en que los bizantinos fueron definitivamente expulsados por el rey Suintila. No obstante, la conquista de la provincia de Spania supuso el apogeo de la expansión del imperio bizantino en el Mediterráneo.

### Frente a los nómadas
Los eventos que tuvieron lugar a finales del reinado de Justiniano demostraron que la propia Constantinopla no estaba a salvo de incursiones bárbaras desde el norte, hasta el punto de que incluso el relativamente benévolo historiador Menandro Protector se ve obligado a explicar la incapacidad del emperador de proteger su capital sobre la base de la debilidad de su cuerpo a una edad avanzada. En sus esfuerzos por renovar el Imperio romano, Justiniano estiró peligrosamente sus recursos sin tener en cuenta las realidades de la Europa del siglo VI. Paradójicamente, la gran escala de los éxitos de Justiniano probablemente contribuyeron al posterior declive del imperio.
Los cutriguros llegaron a cruzar el Danubio helado por el invierno y llegaron sin oposición hasta Tracia la cual saquearon. El caudillo Zabergán se presentó en Constantinopla con sus fuerzas y Belisario tuvo que salir de su retiro para liderar una contraofensiva que conjuró la amenaza.

## Compilación justiniana
La majestad imperial conviene que no sólo esté honrada con las armas, sino también fortalecida por las leyes, para que en uno y otro tiempo, así el de guerras como el de paz, puedan ser bien gobernados, y el príncipe romano subsista vencedor no solamente en los combates con los enemigos (...) Y así después de cincuenta libros del Digesto o de las Pandectas en que se recopiló todo ese derecho antiguo y los cuales hicimos valiéndonos del mismo Triboniano (...), mandamos que las mismas Instituciones se dividiesen en estos cuatro libros para que constituyan los primeros elementos de toda la ciencia del derecho...
Instituta de Justiniano; Proemio; «Imperatoriam Majestatem»

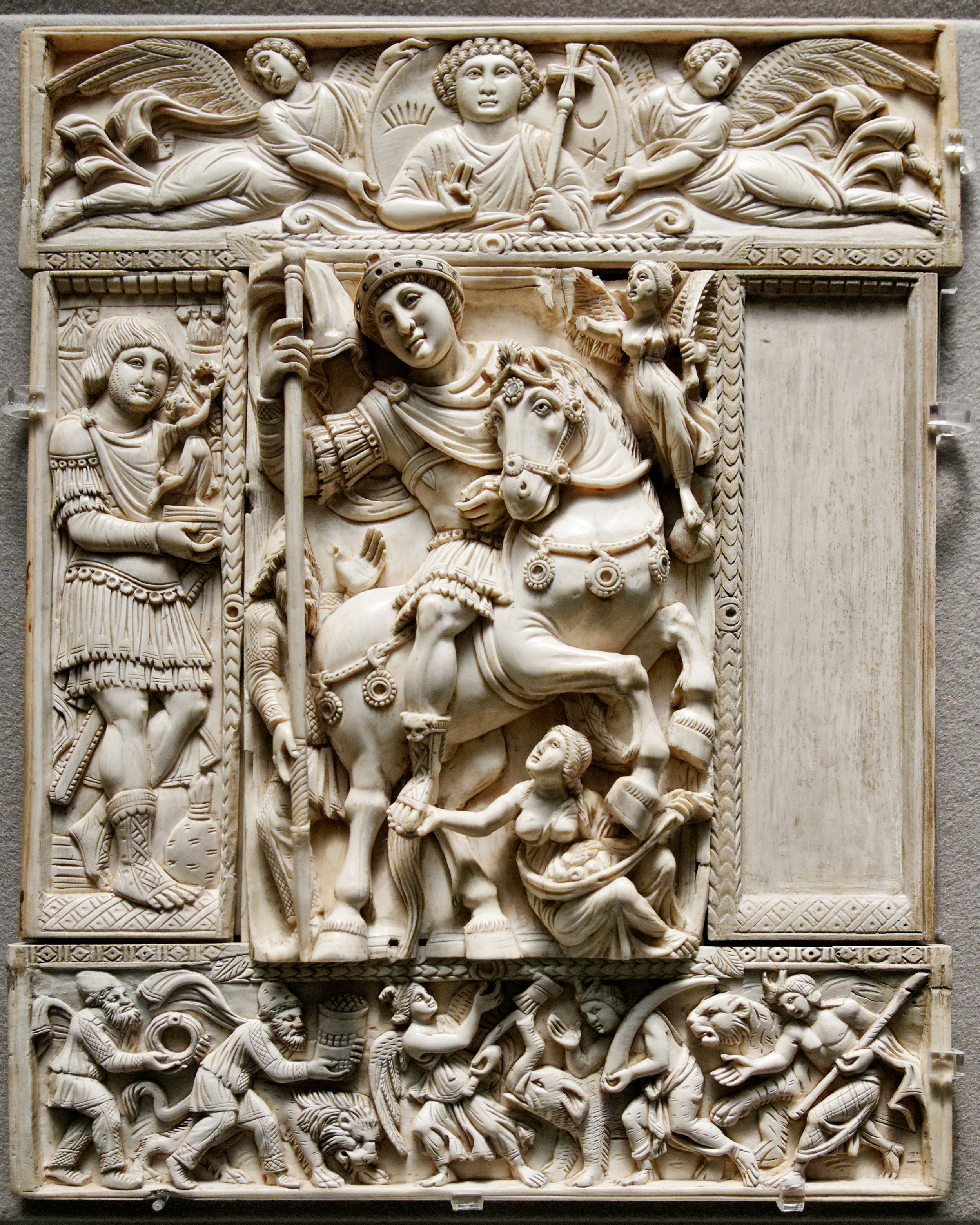
Díptico Barberini, que se cree que representa a Justiniano o a Anastasio I.

Justiniano obtuvo gran fama a raíz de sus reformas legislativas, y en especial a raíz de la revisión y compilación de todo el Derecho romano. Partiendo de la premisa de que la existencia de una comunidad política se fundaba en las armas y las leyes, Justiniano prestó especial atención a la legislación y pasó a la posteridad por ser el inspirador del Corpus iuris civilis. La intención de este código era recopilar una serie de leyes de la jurisdicción romana y armonizarla todo lo posible con la cristiana a fin de crear un Imperio homogéneo. Su pensamiento circundó, durante toda su actividad como emperador, en la idea del poder imperial sustentado por la gracia divina, es decir, que el emperador era el representante de Dios sobre la Tierra.
La monumental compilación del derecho romano, realizada al inicio del reinado del Emperador (años 528 a 534) en lengua predominantemente latina, concluye la evolución jurídica del derecho de Roma. Sobre ella se efectuarán los renacidos estudios romanísticos, a partir del siglo XI, y se fundará la recepción del derecho romano en los países greco-latinos y en Alemania.
La totalidad de la obra legislativa de Justiniano se conoce hoy en día como el Corpus iuris civilis. Está compuesto por el Codex Iustinianus, el Digesto o Pandectas, las Institutas y las Novellae.
Las Institutas de Justiniano serán la conclusión de reiterados intentos previos en reunir el derecho vigente en un cuerpo legal, recogiendo tanto las leges como los iura. Colaborarán en tal emprendimiento las escuelas de Berito y Constantinopla, a través de juristas integrantes de ellas.

### Código
Por la constitución Haec Quae Necessario, del 13 de febrero de 528, el emperador Justiniano nombra una comisión a la que le encarga realizar un código, utilizando los anteriores (Gregoriano, Hermogeniano y Teodosiano), así como las constituciones posteriores.
Tenían la facultad de modificar las constituciones reuniendo varias en una, o dividiéndolas conforme a las materias, según hubieran sido derogadas o no respondieran a las necesidades. La tarea fue breve y se publicó el Código el 9 de abril del año 529 (constitución Summa Reipublicae), entrando en vigencia siete días después. No obstante, cinco años más tarde fue modificado por haber quedado anticuada la primera recopilación de las leyes. El código de 529 es conocido como Codex Verus. El nuevo código (Codex Novis o Codex Iustinianus Repetitae Praelectionis) está dividido en 12 libros, los que a su vez se subdividen en títulos. Algunas constituciones están redactadas en griego, siendo la más antigua la del emperador Adriano.
El primer libro trata de derecho eclesiástico y público en general; del segundo al octavo de derecho privado; el noveno de derecho penal y el procedimiento correspondiente; los últimos de derecho administrativo. Al sancionarse el código del año 529, se dispuso la prohibición de recurrir a códigos y novelas anteriores. Así, en la constitución Códice confirmando, Justiniano dispone:

Prohibimos a los que pleitean y a los abogados bajo pena de hacerse culpables de falsedad, el que citen otras constituciones que las insertas en nuestro código, y que las citen de otra manera que en la que en él se encuentran; la invocación de esas constituciones, añadiendo a ellas las obras de los antiguos intérpretes del derecho, debe bastar para resolver todos los pleitos, aunque carezcan de fecha, o no hayan sido en otro tiempo más que rescriptos particulares.

.

### Digesto o Pandectas
De las diferentes partes que componen el Corpus iuris civilis, el Digesto resultaría ser la única sin precedentes, como lo señalaría el propio Justiniano. Una vez publicado el primer código, a través de una serie de constituciones, el Emperador ordenó el Digesto. El 15 de diciembre de 530, por la constitución Deo Auctore se autoriza al quaestor sacri palatii Triboniano para que organice una comisión para encarar dicha tarea. La obra monumental fue concluida el 30 de diciembre de 533. Para ello debían redactar un cuerpo legal que contuviera la obra de los jurisprudentes (iura). Surgiría así el Digesto, palabra latina que significa que de lo que se haya ubicado metódicamente, o Pandectas, de etimología griega, significa lo que comprende todo.

Más al proceder al examen de todo el material, nos comunicó la mencionada excelencia (Triboniano) que los antiguos habían escrito casi 2000 libros, que abarcaban más de 3 millones de líneas que era necesario leer y atentamente indagar por entero, para elegir lo mejor de todos ellos (...).
Justiniano

La obra se integra con 50 libros; cada libro está dividido en títulos (salvo los números 30, 31 y 32), subdivididos en fragmentos y a su vez en parágrafos. Dos tercios de los fragmentos contenidos en el Digesto pertenecen a los juristas de la ley de citas (Gayo, Ulpiano, Paulo, Papiniano y Modestino). De éstos, la mayor parte pertenece a Paulo. De otros siete juristas emanan una cuarta parte de los Iura (Cervidio Seavola, Juliano, Marciano, Pomponio, Jaboleno, Africano y Marcelo). El resto de la obra se reparte en opiniones de otros 27 juristas (como Celso, Florentino, Labeón, Neracio, Próculo, Sabino, entre otros).

### Institutas
Es un tratado elemental de derecho destinado a la enseñanza dirigida a la juventud ávida de estudiar leyes. Esta obra debía allanar las dificultades que por el volumen y la complejidad del Digesto impedían el estudio de las instituciones jurídicas, directamente de las Pandectas. Reemplazando obras utilizadas por entonces, especialmente las Institutas de Gayo.
Antes de concluirse el Digesto, la comisión dio término a la tarea, que fue publicada el 21 de noviembre de 533 mediante la constitución Imperatoriam Maiestatem. Por la constitución Tanta, junto al Digesto, se estableció la vigencia de las Institutas a partir del 30 de diciembre de 533.
Para las Institutas se basaron en obras elementales de la jurídica clásica y postclásica, como las Institutas de Gayo, las de Marciano, Ulpiano y Florentino.
Su contenido era obligatorio para los ciudadanos romanos y resulta ser fuente real de derecho.
Están divididas en cuatro libros, abordando los temas esenciales del arte jurídico: las personas, las cosas y las acciones.

### Novellae Constitutiones
En la Edad Media se comenzó a incluir, integrando el Corpus iuris civilis, un cuerpo legislativo comprensivo de una serie de constituciones dictadas con posterioridad a los códigos (Vetus y Novis), las Quinquaginta decisiones, el Digesto y las Institutas.
Comprende la obra legislativa de Justiniano a partir de 534 hasta su muerte en el año 565, la mayoría en griego y algunas en latín. Abarcaban diferentes materias, siendo escasas las referidas a derecho privado. Y fueron publicadas con carácter privado por algunos autores con el nombre de Novelles o Novellae leges (Nuevas leyes).
Cabe destacar que en vida del Emperador, no hubo recopilación oficial, limitándose al cuestor del sagrado palacio a registrarlas para ser publicadas periódicamente.
- Alrededor del año 535 aparece una colección conocida como Epitome Juliani, por ser atribuida a Juliano, profesor de derecho de Constantinopla. En esta colección se hallan 124 constituciones en latín, reduciéndose a 122 por repetición de dos de ellas. Incluye las constituciones dictadas entre los años 535 y 555.
- En el año 556 se conoce una segunda colección, con autor desconocido, de 134 constituciones en latín, conocida como las Auténticas.
- La Colección griega concentra en su idioma original Novelas tanto griegas como latinas. Habría sido realizada en 578 y la integran 158 novelas de Justiniano y otros emperadores posteriores, como Justino II y Tiberio II. En esta colección aparece un grupo de 13 Novelas de Justiniano incorporadas como apéndice, que son conocidas como Edicta Justiniani.
- Otra obra fue conocida por la llegada de juristas bizantinos y manuscritos griegos, una vez caído el Imperio Oriental. Con 168 constituciones tenía su origen en Constantinopla.
- Juan Antioqueno (El Escolástico, patriarca de Constantinopla) realizó una colección de cánones extraídos de las Sagradas Escrituras, la patrística, los concilios y sínodos. Luego de la muerte de Justiniano y antes del año 578 correlacionó su obra con las disposiciones de las Novellae Constitutiones de Justiniano I.[59]

## Política religiosa
La política religiosa de Justiniano reflejó la convicción imperial en que la unidad del Imperio presuponía necesariamente la unidad de fe; y ello significaba indudablemente que esta fe sólo podía ser la ortodoxa. Justiniano veía la ortodoxia de la religión imperial amenazada por diversas corrientes religiosas, y especialmente por el monofisismo, que tenía muchos adeptos en las provincias orientales de Siria y Egipto. La doctrina monofisita había sido condenada como una herejía por el Concilio de Calcedonia de 451, y las políticas tolerantes contra esta corriente del emperador Zenón y Anastasio I habían sido una fuente de tensión en la relación del imperio con los obispos de Roma. Justino revirtió la tendencia, confirmando la doctrina de Calcedonia, y condenando abiertamente a los monofisitas. Justiniano continuó esta política, e intentó imponer la unidad religiosa a sus súbditos mediante compromisos doctrinales que pudieran ser válidos para todos, política que se demostró inútil al no satisfacer a ninguna de las partes implicadas.
Hacia finales de su vida, Justiniano se inclinó todavía más hacia la doctrina monofisita, especialmente en su corriente del aftartodocetismo, pero murió antes de promulgar ningún tipo de legislación que pudiera elevar sus enseñanzas al estatus de dogma. La emperatriz Teodora simpatizó desde el principio con los monofisitas y se dice que pudo haber sido una fuente constante de intrigas promonofisistas en la corte imperial durante los primeros años. En el curso de su reinado, Justiniano, que tenía un genuino interés en temas teológicos, llegó a escribir diversos tratados en la materia.

### Política eclesiástica

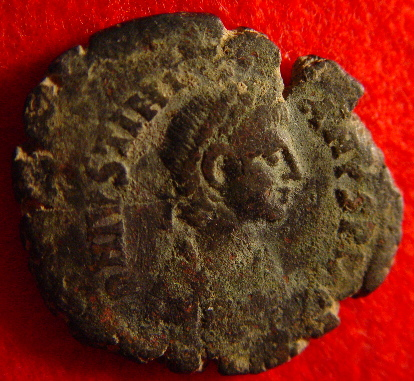
Imagen de Justiniano I en una moneda de la época.

Al igual que en lo relacionado con la administración secular, el despotismo imperial pasó también a la política eclesiástica de Justiniano, que reguló absolutamente todo lo relacionado con la religión imperial.
En los primeros años de su reinado, Justiniano consideró apropiado promulgar por ley la creencia de la Iglesia en la Trinidad y en la Encarnación, amenazando a los herejes con las correspondientes penas; mientras que declaraba que intentaba evitar que los que buscaran perturbar la ortodoxia cristiana tuvieran oportunidad de hacerlo a través del correspondiente proceso legal. Hizo del Credo Niceno el único símbolo de la Iglesia, y dotó de fuerza de ley a los cánones de los cuatro concilios ecuménicos. Los obispos que atendieron al Segundo Concilio de Constantinopla de 553 reconocieron que nada podía hacerse en la Iglesia que pudiera ser contrario al deseo o a las órdenes del emperador; mientras que, por su parte, el emperador, en el caso del Patriarca Antimo I de Constantinopla, reforzó esta prohibición con una proscripción temporal. Justiniano protegía la pureza de la Iglesia eliminando la herejía, y no dejó pasar ninguna oportunidad para asegurar los derechos de la Iglesia y del clero, y proteger u extender el monasticismo. Garantizó a los monjes el derecho a heredar la propiedad de ciudadanos privados y el derecho a recibir regalos anuales del tesoro imperial o incluso de los impuestos de determinadas provincias, prohibiendo por ley la confiscación de los bienes monásticos.
Aunque el carácter despótico de sus medidas resulta contrario a las sensibilidades modernas, fue de hecho un importante protector de la Iglesia. Tanto en el Codex como en las Novellae aparecen numerosas normas regulando las donaciones, fundaciones y la administración de la propiedad eclesiástica, la elección y derechos de obispos, curas y abades, la vida monástica, las obligaciones del clero, la forma del servicio litúrgico, la jurisdicción episcopal, y un largo etcétera. Justiniano también reconstruyó la iglesia de Santa Sofía, que se convirtió en el centro y en el monumento más visible de la Iglesia ortodoxa de Constantinopla.

### Relación con Roma
Desde mediados del siglo V en adelante, los emperadores de oriente se enfrentaron en labores cada vez más arduas en materia eclesiástica. Por un lado, los radicales de ambos bandos se sentían siempre rechazados por el credo adoptado en el Concilio de Calcedonia para defender la doctrina bíblica de Cristo y para establecer puentes entre los distintos dogmas. La carta del papa León I a Flaviano de Constantinopla fue considerada en Oriente como una obra de Satán, haciendo que la población dejara de sentir apego por la Iglesia romana Católica. Los emperadores, sin embargo, mantenían una política conciliadora, buscando preservar la unidad entre Constantinopla y Roma, lo cual era posible siempre y cuando no se apartasen de la línea definida en Calcedonia. El problema se acentuó debido a que en oriente los grupos que disentían de las decisiones del Concilio excedían de sus defensores, tanto en número como en habilidad intelectual. La tensión por la incompatibilidad de ambos credos fue creciente: los que elegían el credo romano occidental debían renunciar al oriental, y viceversa.

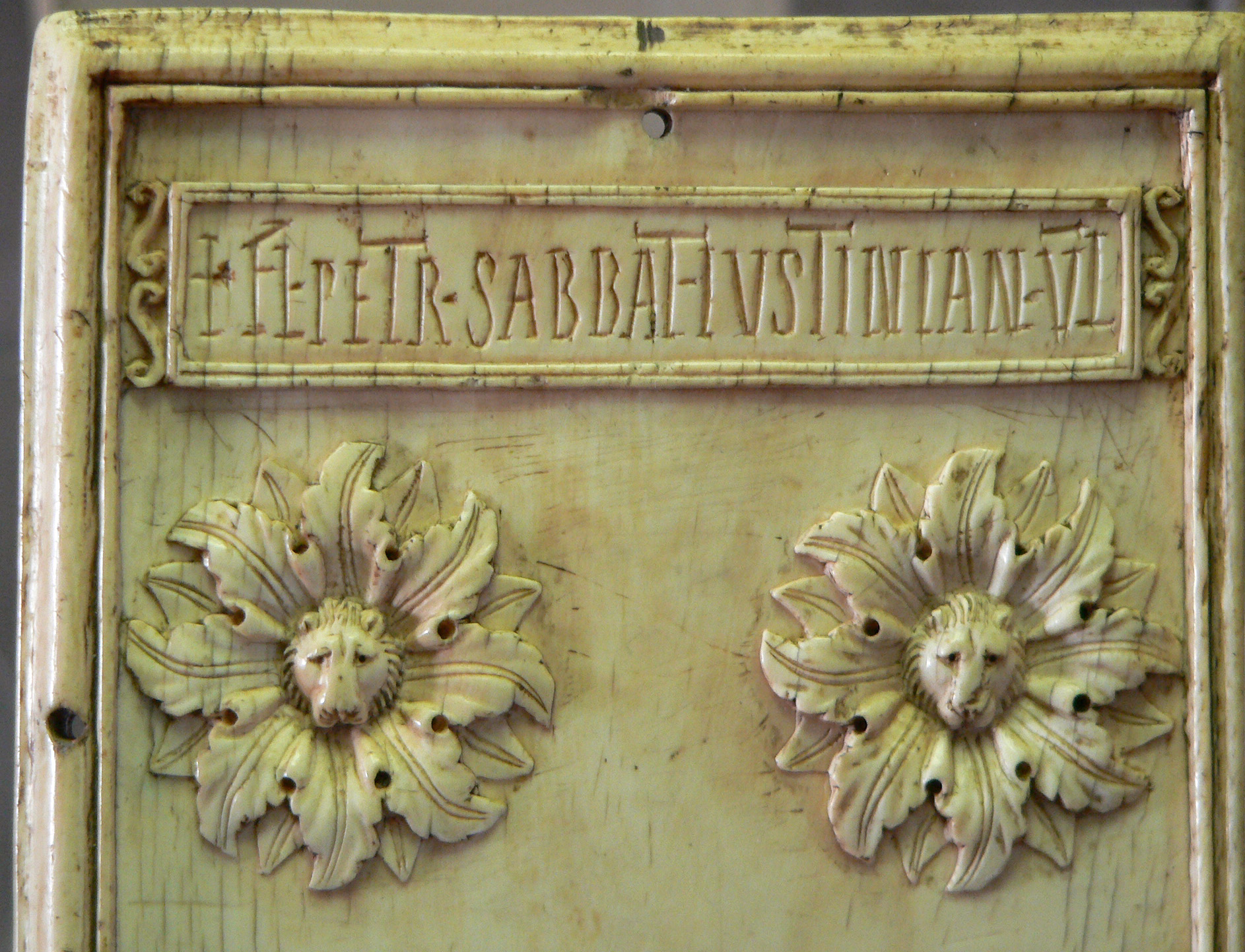
Díptico consular en el que figura el nombre completo de Justiniano (Constantinopla 521).

Justiniano entró en política eclesiástica poco después de la ascensión de su tío al poder en 518, poniendo fin al cisma monofisita que había prevalecido entre Roma y Constantinopla desde 483. El reconocimiento de la Santa Sede como la más alta autoridad eclesiástica se mantuvo como la piedra principal de su política occidental, si bien Justiniano se vio en cualquier caso lo suficientemente libre como para adoptar posturas despóticas en relación con algunos papas como Silverio o Vigilio. Aunque no se lograría nunca un compromiso dogmático, sus esfuerzos sinceros en la búsqueda de la reconciliación le ganaron la aprobación del principal cuerpo de la Iglesia. Una prueba es el caso de su actitud frente a la controversia del teopasquismo: En un principio opinaba que la cuestión se centraba en una mera cuestión semántica. Poco a poco, sin embargo, Justiniano se dio cuenta de que la fórmula en cuestión no solo parecía ortodoxa, sino que podía servir como medida de conciliación hacia los monofisitas, e hizo un intento, que resultaría en vano, de utilizarlo en una conferencia religiosa con los seguidores de Severo de Antioquía en 533.
De nuevo, Justiniano centró su apoyo en el edicto religioso de 15 de marzo de 533, y se felicitó de obtener del papa Juan II una admisión de la ortodoxia de la confesión imperial. El principal error que cometió en un principio por su connivencia en una persecución de los obispos y monjes monofisitas, consiguiendo la oposición popular de vastas regiones y provincias, fue finalmente remediado. Su principal objetivo fue ganar el apoyo de los monofisitas, sin llegar a aceptar la fe calcedonia. Para muchos de los miembros de la corte, sin embargo, Justiniano no fue tan lejos como debería haber ido: Especialmente la emperatriz Teodora habría estado encantada de ver a los monofisitas recibiendo sin reservas el favor imperial. Sin embargo, Justiniano se vio limitado por las complicaciones que ello habría supuesto en occidente.
Con la condena de los Tres Capítulos Justiniano intentó satisfacer tanto a oriente como a occidente, pero no logró satisfacer a ninguno. Aunque el papa accedió a la condena, occidente creía que el emperador actuó de manera contraria a los decretos de Calcedonia. Aunque muchos delegados surgieron en Oriente apoyando a Justiniano, muchos otros, especialmente los monofisitas, permanecieron insatisfechos.

### Supresión de otras religiones

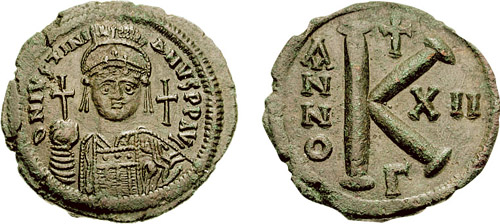
Justiniano fue uno de los primeros emperadores romanos en ilustrar sus monedas con la cruz en el anverso.

La política religiosa de Justiniano reflejaba la convicción imperial de que la unidad del Imperio presuponía incondicionalmente una unidad de fe, y que esta fe tan sólo podía ser la fe descrita en el credo niceno. Aquellos que profesasen una fe distinta, sufrirían directamente el proceso iniciado en la legislación imperial que comenzó durante el reinado de Constancio II. El Codex recogía dos leyes que decretaban la destrucción total del paganismo, incluso en la vida privada, y sus disposiciones serían celosamente puestas en práctica. Las fuentes contemporáneas como Juan Malalas, Teófanes de Bizancio o Juan de Éfeso refieren graves persecuciones contra los no cristianos, incluso de personas de alto estatus social.
Quizá el evento más llamativo tuvo lugar en 529 cuando la Academia de Atenas, fundada por Platón, y que funcionaba desde 387 a. C. pasó a estar bajo control estatal por orden de Justiniano, consiguiendo así la extinción real de esta escuela de pensamiento helenista. El paganismo sería activamente reprimido: solo en Asia Menor, Juan de Éfeso afirma haber convertido a 70 000 paganos.
El culto de Amón en Áugila en el desierto libio, fue prohibido, de igual modo que los restos del culto a Isis en la isla de File, junto a la primera catarata del Nilo. El presbítero Julián y el obispo Longino dirigieron una misión a la tierra de los nabateos, y Justiniano trató de reforzar el cristianismo en Yemen, enviando allí a un obispo de Egipto.
También los judíos sufrieron estas medidas, viendo restringidos sus derechos civiles, y amenazados sus privilegios religiosos. Justiniano interfirió en los asuntos internos de la sinagoga e intentó que los judíos utilizaran la biblia Septuaginta, en griego en lugar de hebreo, en las sinagogas de Constantinopla. A aquellos que se opusiesen a estas medidas se les amenazaba con castigos corporales, el exilio y la pérdida de sus propiedades. Los judíos de Borium, cerca de la Gran Sirte, que habían opuesto resistencia a Belisario durante su campaña contra los vándalos, tuvieron que convertirse al cristianismo y su sinagoga fue transformada en una iglesia.
El emperador se encontró con una mayor resistencia entre los samaritanos, que resultaron más refractarios a la imposición del cristianismo y se rebelaron repetidas veces. Justiniano les hizo frente con rigurosos edictos, pero no pudo evitar que a finales de su reinado se produjesen hostilidades contra los cristianos en Samaria. La política de Justiniano también suponía la persecución de los maniqueos, que sufrieron el exilio y la amenaza de pena de muerte. En Constantinopla, en una ocasión, cierto número de maniqueos fueron juzgados y ejecutados en presencia del propio emperador: algunos quemados y otros ahogados.

## Arquitectura, educación, arte y literatura
Justiniano fue un prolífico constructor, y el historiador Procopio da testimonio de sus actividades en esta área de gobierno. Bajo su gobierno se terminó la construcción de la iglesia de San Vital de Rávena en Rávena, en la que aparecen dos famosos mosaicos en los que se representa a Justiniano y a Teodora. Su obra, sin embargo, más famosa, sería la reconstrucción de la basílica de Santa Sofía, que había sido destruida en los incendios de los disturbios de Niká. Su reconstrucción, realizada bajo un plan completamente distinto, fue realizada bajo la supervisión de los arquitectos Isidoro de Mileto y Antemio de Tralles. El historiador bizantino Procopio de Cesarea describió la construcción del templo en su obra Sobre los edificios —latín: De aedificiis; griego: Peri ktismatōn—. Se emplearon más de diez mil personas para la construcción., y el emperador hizo traer material procedente de todo el imperio, como las columnas helenísticas del templo de Artemisa en Éfeso, grandes piedras de las canteras de pórfido de Egipto, mármol verde de Tesalia, piedra negra de la región del Bósforo y piedra amarilla de Siria. Según Procopio, Justiniano afirmó, a la terminación del edificio, la frase "Salomón, te he superado", en alusión a la construcción del templo de Jerusalén. Esta nueva catedral, con su magnífica gran nave llena de mosaicos, se convirtió en el centro de la cristiandad oriental durante siglos.
Justiniano también reconstruyó otra prominente iglesia de la capital, la iglesia de los Santos Apóstoles, que se encontraba en un pobre estado hacia finales del siglo V. Los trabajos de embellecimiento de la ciudad, sin embargo, no se limitaron a las iglesias: las excavaciones realizadas en el lugar en el que se encontraba el Gran Palacio de Constantinopla han sacado a la luz varios mosaicos de gran calidad que datan de la época de Justiniano, y se erigió una columna sobre la que se colocó una estatua en bronce de Justiniano en el Augustaeum, en Constantinopla, en 543. Es posible que la rivalidad con otros patronos de la ciudad y con algunos aristócratas romanos exiliados (como Anicia Juliana) pudiera haber impulsado las actividades constructivas de Justiniano en la capital, como medio para fortalecer el prestigio de su propia dinastía.
En lo relativo a las construcciones de carácter militar, Justiniano reforzó las fronteras africanas del imperio con nuevas fortificaciones, y aseguró el suministro de agua a la capital a través de la construcción de cisternas subterráneas. Para evitar inundaciones en la estratégica región de Dara construyó una avanzada presa de arco. También se construyó durante su reinado el gran puente de Sangario en Bitinia, que serviría como principal paso de suministros militares hacia oriente. Justiniano también restauró ciudades dañadas por terremotos y por guerras, y construyó una nueva ciudad cerca de su lugar de nacimiento que nombraría Justiniana Prima, con la finalidad de que sustituyese a Tesalónica como centro político y religioso de la Prefectura de Iliria.
En la era de Justiniano, y en parte bajo su patronazgo, surgieron varios historiadores notorios en la cultura bizantina, incluyendo a Procopio y Agatías, y poetas como Pablo Silenciario y Romano el Mélodo florecieron durante su reinado. Por otro lado, importantes centros educativos tales como la Academia de Platón en Atenas o la famosa escuela de leyes de Beirut perdieron su importancia durante su reinado. A pesar de la pasión de Justiniano por el pasado romano, la práctica de la elección de un cónsul romano terminó a partir del año 541.

## Economía y administración

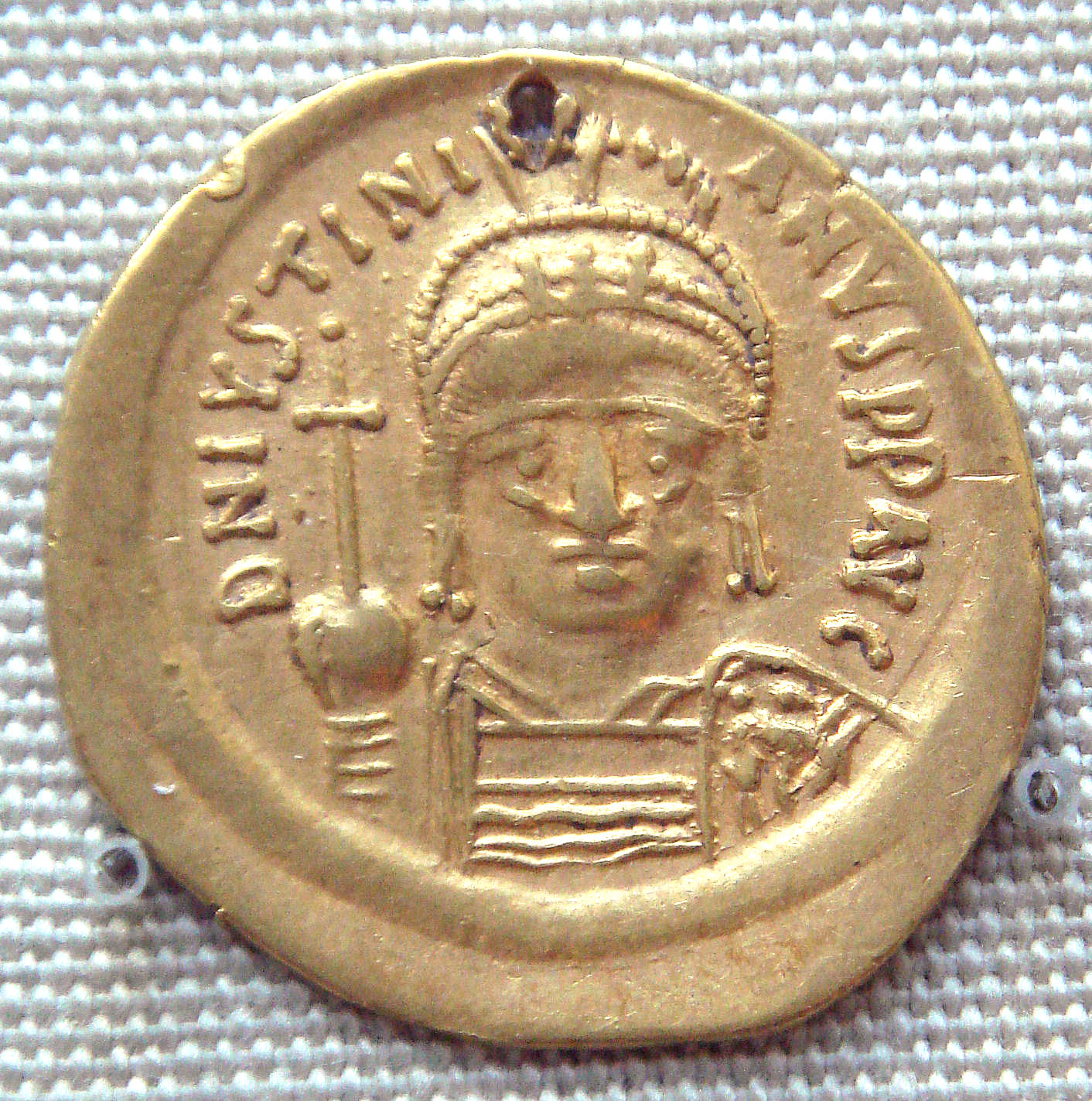
Moneda de oro de Justiniano I (527-565) excavada en India, probablemente en el sur. Se trata de un ejemplo del comercio indo-romano durante el periodo.

Al igual que había ocurrido históricamente, la salud económica del imperio estaba basada esencialmente en la agricultura. El comercio a larga distancia floreció, llegando tan al norte como Cornwall en donde el estaño era intercambiado por trigo romano. Justiniano hizo este tráfico más eficiente construyendo un gran granero en la isla de Ténedos para almacenamiento y posterior transporte a Constantinopla. Justiniano también intentó encontrar nuevas rutas para el comercio con oriente, que se estaba viendo muy perjudicado por las guerras contra los persas.
Un importante producto de lujo era la seda, que era importada y luego procesada en el imperio. A fin de proteger la fabricación de productos de seda, Justiniano creó un monopolio estatal en 541. Para conseguir evitar la ruta a través de Persia, Justiniano estableció relaciones de amistad con el reino de Aksum, que pretendía que actuaran como mediadores de comercio para la seda que se transportaba desde la India hacia el imperio. Estos fueron sin embargo incapaces de competir con los mercaderes persas en India. Más tarde, a comienzos de la década de 550, dos monjes tuvieron éxito en sacar de contrabando huevos de gusano de la seda desde Asia Central hasta Constantinopla, lo que permitió que la seda se convirtiese en un producto de fabricación nacional.
El oro y la plata se extraían en los Balcanes, Anatolia, Armenia, Chipre, Egipto y Nubia.

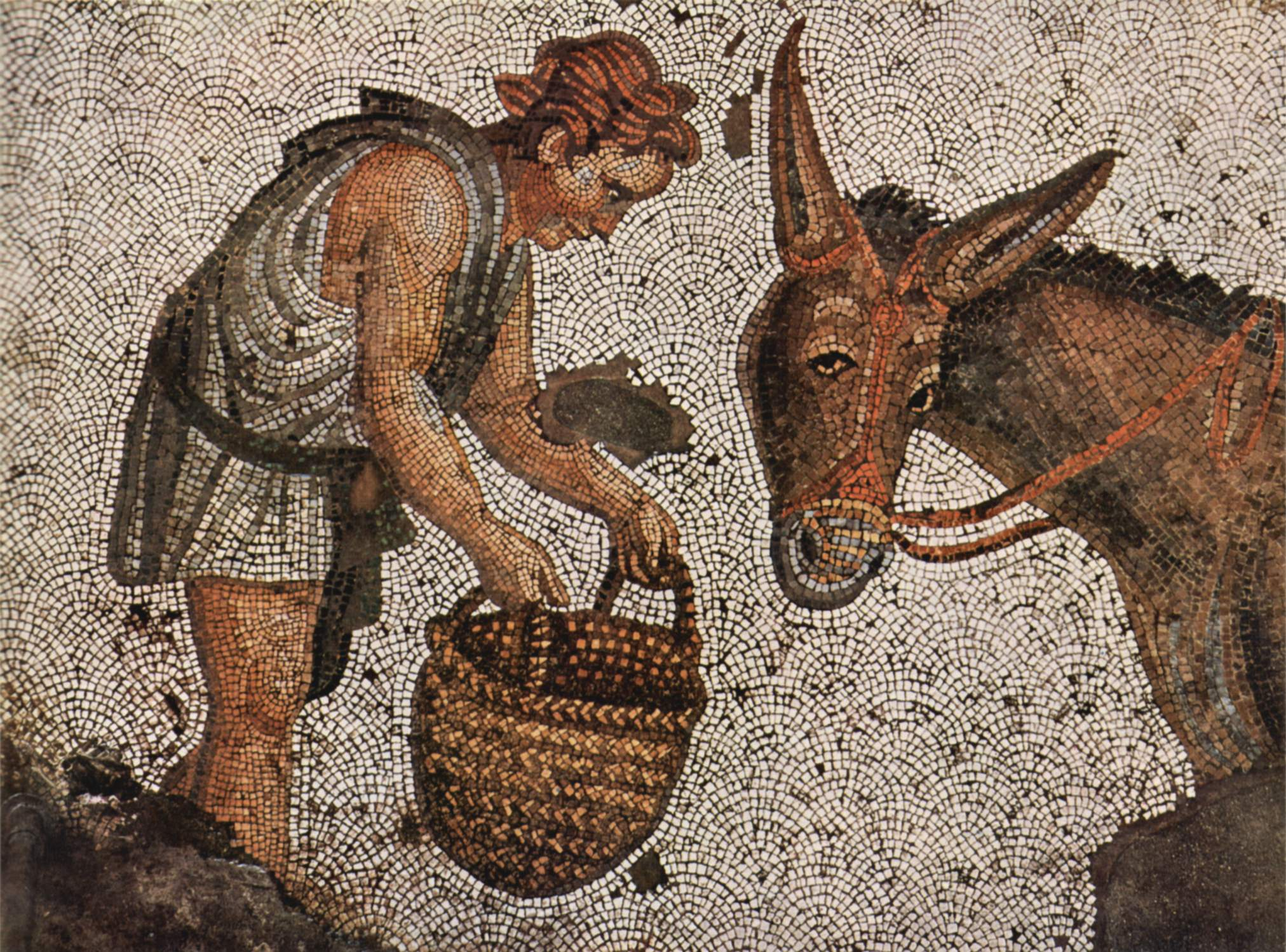
Escena de la vida diaria en un mosaico del Gran Palacio de Constantinopla, comienzos del.

A comienzos del reinado de Justiniano I, el estado contaba con un superávit de 28 800 000 solidi procedente de los reinados de Anastasio I y de Justino I. Bajo el gobierno de Justiniano se tomaron medidas para contrarrestar la corrupción en las provincias y para hacer más eficiente el cobro de impuestos. Se otorgó mayor poder administrativo a los líderes de las prefecturas y de las provincias, mientras que se retiraba el poder de los vicarios de las diócesis, de las cuales algunas fueron incluso eliminadas. El movimiento general buscaba una simplificación de la infraestructura administrativa. Según el historiador Peter Brown (1971), la profesionalización de la recaudación de impuestos hizo mucho para destruir las estructuras tradicionales de la vida provinciana, puesto que debilitaba la autonomía de los consejos de las ciudades griegas. Se ha estimado que antes de las conquistas de Justiniano el estado recibía unos ingresos anuales de 5 000 000 de solidi, mientras que después de ellas los ingresos anuales se incrementaron hasta los 6 000 000 de solidi.
A lo largo del reinado de Justiniano, las ciudades y pueblos de oriente prosperaron, pese a que Antioquía sufrió dos terremotos (526, 528) y fue saqueada y evacuada en la guerra contra los persas (540). Justiniano reconstruyó la ciudad, aunque en una escala ligeramente más pequeña.
Pese a todas estas medidas, el imperio sufrió graves reveses en el curso del siglo VI. Uno muy grave, que afectó a los cultivos, fue el Cambio climático en 535 y 536. Y tal vez el principal fue la grave plaga que duró entre 541 y 543 y diezmó la población del Imperio, probablemente creando una grave escasez de mano de obra y el incremento de los costes. La falta de mano de obra también llevó a un significativo incremento en el número de reclutas "bárbaros" que se incorporaron al ejército bizantino tras esas fechas. La guerra en Italia y las guerras contra los persas supusieron un importante peso sobre los recursos del Imperio, y Justiniano fue criticado por dar una menor importancia a occidente que a oriente, a la que dio una importancia militar mucho mayor.

## Títulos y cargos
| Emperador del Imperio romano de Oriente                                   | Emperador del Imperio romano de Oriente | Emperador del Imperio romano de Oriente                        |
| ------------------------------------------------------------------------- | --------------------------------------- | -------------------------------------------------------------- |
| Predecesor Justino I                                                      | en el periodo 527-565                   | Sucesor Justino II                                             |
| Cónsul romano                                                             |                                         |                                                                |
| Predecesores Flavio Vitaliano Flavio Rusticio                             | con Jobio Filipo Imelco Valerio 521     | Sucesores Flavio Boecio Flavio Símaco                          |
| Cónsul romano                                                             |                                         |                                                                |
| Predecesores Flavio Vitaliano sine collega                                | en el año 528 sine collega              | Sucesores Flavio Decio Junior sine collega                     |
| Cónsul romano                                                             |                                         |                                                                |
| Predecesores Flavio Lampadio Rufio Gennadio Probo Orestes (en el año 530) | en el año 533 sine collega              | Sucesores Él mismo Decio Teodorio Paulino                      |
| Cónsul romano                                                             |                                         |                                                                |
| Predecesores Él mismo —                                                   | con Decio Teodorio Paulino 534          | Sucesor Belisario (en Oriente; fin del consulado en Occidente) |